# Pieter Schoorl
Pieter Schoorl (Haarlem, 1 december 1903 - Apeldoorn, 25 oktober 1980) was een aan de Landbouwhogeschool Wageningen opgeleide ingenieur. Samen met zijn vrouw Annaatje Aafje (Annie) Schoorl-Borst (1908-1995) ontving hij in 1980 de Yad Vashem-onderscheiding voor hulp aan Joodse onderduikers in de Tweede Wereldoorlog. 

## Biografie

### Studie en werk
Schoorl studeerde Nederlandse en Indische veeteelt in Wageningen. In 1939 werd hij zelfstandig adviseur voor levensmiddelenbedrijven. Hij had een laboratorium te Bennekom en twee medewerkers.

### Oorlogsjaren
De Schoorls bewoonden boerderij De Soetendael in Bennekom. In juli 1942 namen ze er de eerste onderduiker op, de driejarige Eline, die door haar vader, Leo van Leeuwen uit Rotterdam, werd gebracht. Schoorl kende Van Leeuwen van de tennissport. Eline werd vervolgens Eline Bruijn genoemd. 
Daarna zijn nog vele Joodse mensen door hen geholpen. Schoorl regelde vervalste persoonsbewijzen. Hij werd bedrijfsleider bij de gebroeders Schwaab te Amsterdam en kwam daardoor regelmatig in de hoofdstad. Soms nam hij dan Joodse kinderen mee naar Bennekom. Na door de Duitse Sicherheitsdienst te zijn gearresteerd en verhoord wegens de vervalsingen werd hij naar Kamp Vught gebracht. Annie Schoorl wist de in hun woning aanwezige onderduikers tijdig elders onder te brengen. Schoorl werd in juni 1944 veroordeeld tot acht maanden hechtenis met aftrek van voorarrest en kwam daardoor meteen vrij. 
Op 17 september 1944 werden in het kader van Operatie Market Garden Wageningen en Ede gebombardeerd. De Schoorls kregen daarop nieuwe gasten die in de schuur van hun boerderij werden ondergebracht. Enige dagen later werd De Soetendael door de Duitsers opgeëist, allen moest binnen 48 uur de boerderij verlaten. In totaal 41 mensen, waaronder elf kinderen werden nu in het laboratorium van Schoorl te Ede ondergebracht.
In oktober 1944 werd het laboratorium door granaatscherven getroffen. Piet, Annie en twee anderen werden onder het puin bedolven. Ze kwamen er zonder zware verwondingen van af. De groep raakte vervolgens verspreid. Na de bevrijding kon het gezin terug naar boerderij De Soetendael.

### Na de oorlog
Schoorl kreeg in 1951 een aanbod om hoogleraar in het Indonesische Bogor te worden. Later was hij hoofdambtenaar aan het Instituut voor Pluimveeteelt, het Spelderholt in Beekbergen.
Op 3 januari 1980 werden Piet en Annie Schoorl door het Israëlische holocaustherinneringscentrum Yad Vashem geëerd als Rechtvaardige onder de Volkeren. 